# الأسطورة (فلم 2022)
الأسطورة (بالإنجليزية: The Legend) هو فيلم أكشن هندي لعام 2022 من إخراج جوزيف دي سامي، وتأليف باتوكوتاي برابهاكار، أعلن عنه في 3 مارس 2022، والذي كان من المقرر إطلاقه في البداية في 1 يوليو 2022 ولكن تم تأجيله حتى إصداره مسرحياً في 28 يوليو 2022.

## القصة
يعود الدكتور سارافانان الباحث العلمي الذي أحدث ثورة في مجال المضادات الحيوية من الخارج إلى موطنه الأصلي في الهند، والذي اختار العمل من أجل شعبه وقريته، يجد نفسه بمرور الوقت في مواجهة مافيا طبية تمتلك العديد من الخطط السوداوية.

## روابط خارجية
- مقالات تستعمل روابط فنية بلا صلة مع ويكي بيانات